# Viktorie Melita Sasko-Koburská
Velkovévodkyně Viktorie Fjodorovna Ruská (rozená princezna Viktorie Melita z Edniburghu; 25. listopadu 1876, Valletta – 2. března 1936, Amorbach) byla třetí dítě a druhá dcera Alfréda, vévody ze Saska-Koburska-Gothajska, a velkokněžny Marie Alexandrovny Ruské. Byla vnučkou královny Viktorie Britské a také císaře Alexandra II. Ruského.
Viktorie se narodila jako britská princezna. Své mládí strávila v Anglii a tři roky žila na Maltě, kde její otec sloužil v britském královském námořnictvu. V roce 1889 se rodina přestěhovala do Coburku, kde se Viktoriin otec stal v roce 1893 vládnoucím vévodou. V době dospívání se Viktorie zamilovala do svého bratrance, velkoknížete Kirilla Vladimiroviče Ruského (syna bratra její matky, velkoknížete Vladimíra Alexandroviče Ruského), ale jeho víra, ortodoxní křesťanství, odrazovala od sňatků mezi bratranci a sestřenicemi. Viktorie se podvolila tlaku rodiny a v roce 1894 se provdala za svého bratrance z otcovy strany, Arnošta Ludvíka, velkovévodu z Hesenska a Porýní, na přání jejich babičky, královny Viktorie. Jediné dítě páru, princezna Alžběta Hesenská a Porýnská, zemřela v roce 1903 na tyfus.

## Životopis

### Dětství a mládí
Viktorie Melita se narodila jako třetí potomek (druhá dcera) britského prince Alfréda, vévody z Edinburghu, a jeho manželky, ruské velkokněžny Marie Alexandrovny. Její otec byl druhým synem královny Viktorie a jejího manžela prince prince Alberta, její matka byla dcerou ruského cara Alexandra II. a jeho manželky carevny Marie Alexandrovny. Jejími sestrami byly Marie, pozdější rumunská královna, Alexandra z Edinburghu, vévodkyně Hohenlohe-Langenburg a Beatrice, španělská princezna.

### První manželství

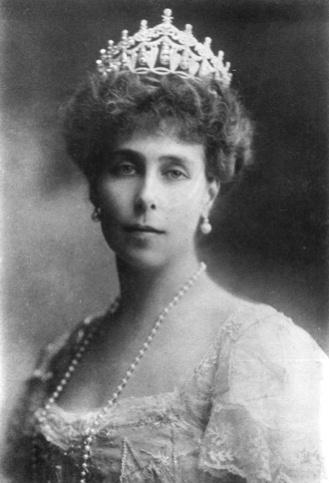
Viktorie Melita koncem 19. století

V roce 1891 se Viktorie Melita poznala a zamilovala s ruským velkoknížetem Kirillem Vladimirovičem, když se svou matkou přijela do Petrohradu na pohřeb velkokněžny Alexandry Fjodorovny, manželky Pavla Alexandroviče, syna cara Alexandra II. Manželství mezi nimi však nebylo možné, protože ruská pravoslavná církev nedovolovala manželství mezi bratrancem a sestřenicí prvního stupně. 19. dubna roku 1894 se tedy Viktorie Melita provdala na naléhání své babičky, královny Viktorie, za hesenského velkovévodu Ernesta Ludvíka, třebaže již tehdy milovala svého bratrance. Svatba se uskutečnila za účasti vysoké šlechty celé Evropy - přítomni byli např. britská královna Viktorie i oba její bratranci, budoucí ruský car Mikuláš II. a německý císař Vilém II. Manželství nebylo šťastné – Viktoriino srdce bylo zadané jinde a Ernest Ludvík neměl zájem o ženy, tedy ani o svou manželku.
V roce 1896 přijela Viktorie opět do Ruska, na korunovaci cara Mikuláše II. V průběhu tohoto pobytu opět vznikl vztah mezi ní a Kirilem. To znamenalo nebezpečí rozvodového skandálu a carevna Alexandra Fjodorovna, sestra Ernesta Ludvíka, dosáhla u cara toho, že byl Kiril poslán Dálný východ. Ten se posléze v roce 1904 vrátil do Moskvy jako válečný hrdina z rusko-japonské války. Car mu poté povolil vycestovat z Ruska a Kiril odjel do Koburgu k Viktorii Melitě.
Viktorie Melita se s Ernestem Ludvíkem rozvedla v roce 1901, poté, co porodila mrtvé dítě. Důvodem rozvodu byl nepochybně především vztah Viktorie k bratranci, je však otázkou, zda by tento důvod byl v tehdejší době dostatečně silný, kdyby v pozadí nestála homosexualita Ernesta Ludvíka. Z jejich manželství nicméně vzešly dvě děti:
- Alžběta Hesenská (11. března 1895 – 16. listopadu 1903), zemřela v osmi letech, dva roky po rozvodu rodičů na tyfus[nepřesný odkaz], na cestě ke své tetě, ruské carevně Alexandře Fjodorovně
- mrtvě narozený chlapec (*/† 25. května 1900)

Po rozvodu (21. prosince 1901) se Viktorie vrátila ke své matce do jejího domu na francouzské Riviéře.

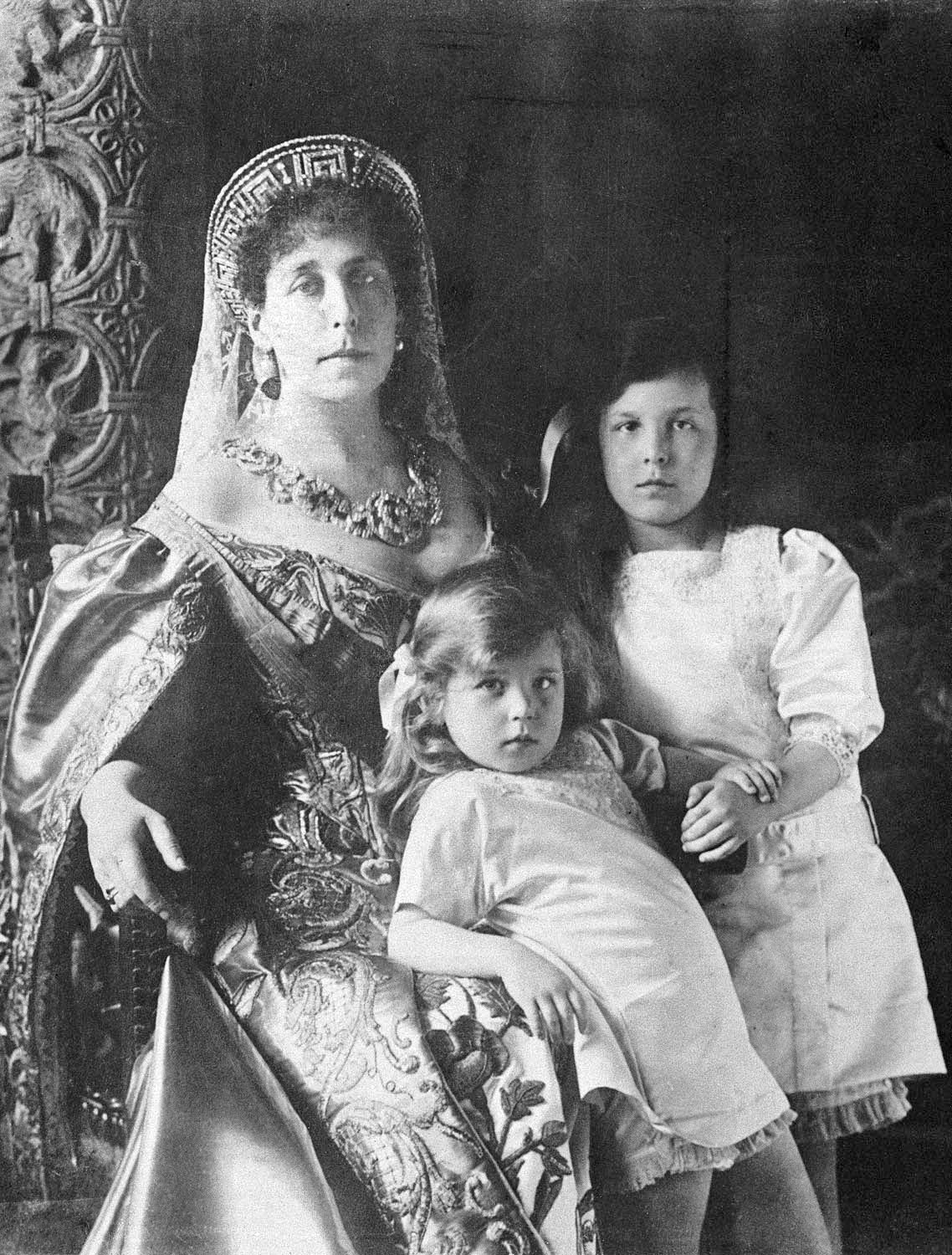
Viktorie Fjodorovna se svými dvěma dcerami

### Druhé manželství a potomci
8. října roku 1905 se Viktorie Melita v přísném utajení v Tegernsee v Bavorsku za Kirilla provdala a přijala jméno Viktorie Fjodorovna. Svatební oslavy byly velmi střídmé, bez korunovaných hostí. Jako "svatební dar" dostal Kirill Vladimirovič od cara Mikuláše II. odejmutí svých královských privilegií a svých hodností v carském námořnictvu. Car Mikuláš II. na naléhání své ženy carevny Alexandry Fjodorovny, sestry Viktoriina prvního manžela, vypověděl pár z Ruska; manželé se usadili nejprve v Německu a posléze ve Francii.
Z jejich manželství vzešli tři potomci, dvě starší dcery a nejmladší syn:
- Marie (2. února 1907 – 25. října 1951); ⚭ 1925 Karel, princ Leiningen (13. února 1898 – 2. srpna 1946)
- Kira (9. května 1909 – 8. září 1967); ⚭ 1938 Ludvík Ferdinand Pruský (9. listopadu 1907 – 25. září 1994)
- Vladimir (30. srpna 1917 – 21. dubna 1992); poslední hlava ruské carské rodiny, ⚭ 1948 Leonida Georgijevna Bagrationová-Muchranská (6. října 1914 – 23. května 2010)

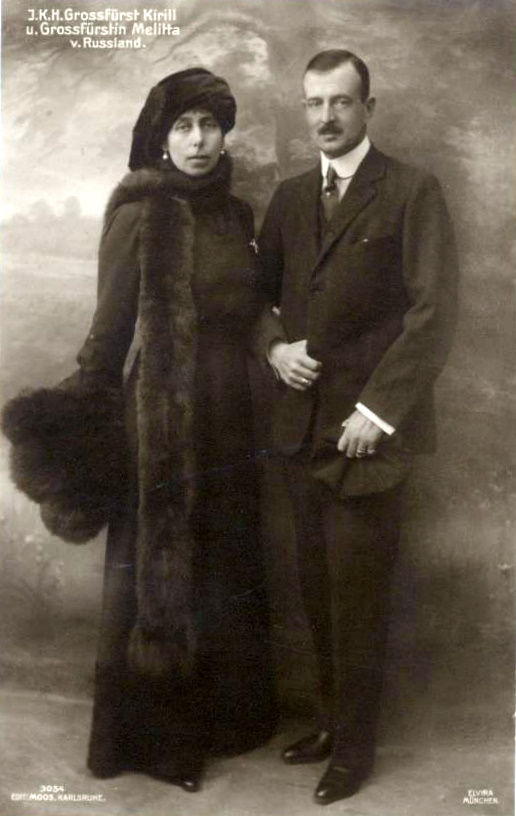
Viktorie Melita s druhým manželem

Po řadě úmrtí v ruské carské rodině byl car Mikuláš II. nucen Kirila přijmout zpět do rodiny; ten byl třetím v pořadí následnictví na carský trůn. Manželský pár Kiril a Viktorie Melita se vrátil do Ruska a Viktorie dostala titul ruské velkokněžny. Velmi rychle se sžila s ruskou společností a užívala života na dvoře s jeho skvělými slavnostmi a plesy.
Během první světové války pracovala Viktorie Melita jako zdravotní sestra a organizovala první motorizované transporty raněných.
Stejně jako řada dalších členů carské rodiny pohlíželi i Viktorie a Kiril velmi kriticky na vztah carského páru k Rasputinovi. Po Rasputinově zavraždění v prosinci roku 1916 byla podána carovi petice s prosbou o omilostnění Rasputinova vraha, velkoknížete Dmitrije Pavloviče, kterou car odmítl. Několik týdnů poté musel car abdikovat a země se stala republikou. 14. března 1917 přísahal Kiril a jeho námořní jednotky Dumě věrnost v naději na obnovení starého řádu a záchranu monarchie. Carská rodina ho proto považovala za vlastizrádce; Viktorie stála při něm.

### Revoluce a vyhnanství
Po vypuknutí ruské Říjnové revoluce v listopadu roku 1917 prchli Viktorie a její rodina pouze se šperky zašitými v šatech do Finska, kde zůstali do roku 1919. Další rok pak žili v Nice ve Francii a příležitostně v Koburgu. Od roku 1925 prožil pár zbytek života v St. Briac-sur-mer ve Francii.
Viktorie byla žena pronikavé inteligence a silná osobnost. Ona byla hybnou silou manželství, které spojovala velká láska. Pomáhala Kirilovi zapomenout na ukrutnosti rusko-japonské války, učinila rozhodnutí o přestěhování do Francie, přiměla rovněž manžela, aby na sebe vzal závazek hlavy rodu Romanovců po tragické smrti Mikuláše II. a celé carské rodiny. Z její iniciativy se jejich sídlo Saint-Briac stalo místem setkávání ruské emigrace ve Francii a symbolem ruské monarchie ve vyhnanství.

### Konec života
V roce 1933 se Viktorie Fjodorovna dozvěděla, že ji její muž podvádí; to byla pro ni těžká rána. Začátkem roku 1936 jela navštívit do Německa svou starší dceru Marii, onemocněla zde však chřipkou a 2. března ve věku 59 let zemřela.
Kirill svou ženu přežil o dva roky. Oba byli pohřbeni v rodinné hrobce vévodské rodiny v Koburgu. 7. března roku 1995 byly ostatky velkoknížete Kirilla Vladimiroviče a velkokněžny Viktorie Fjodorovny na popud jejich prasnachy velkovévodkyně Leonidy Bagration slavnostně vyzvednuty a převezeny do Petrohradu, kde byly uloženy do velkoknížecí rodinné hrobky v Petropavlovském chrámu.

## Vývod z předků
|                                |                                     |  |                |                                      |  |  |  |  |  |  |  | František Sasko-Kobursko-Saalfeldský |
|                                |                                     |  |                |                                      |  |  |  |  |  |  |  |                                      |
|                                | Arnošt I. Sasko-Kobursko-Gothajský  |  |                |                                      |  |  |  |  |  |  |  |                                      |
|                                |                                     |  |                |                                      |  |  |  |  |  |  |  |                                      |
|                                |                                     |  |                | Augusta Reuss Ebersdorf              |  |  |  |  |  |  |  |                                      |
|                                |                                     |  |                |                                      |  |  |  |  |  |  |  |                                      |
|                                | Albert Sasko-Kobursko-Gothajský     |  |                |                                      |  |  |  |  |  |  |  |                                      |
|                                |                                     |  |                |                                      |  |  |  |  |  |  |  |                                      |
|                                |                                     |  |                | Augustus Sasko-Gothajsko-Altenburský |  |  |  |  |  |  |  |                                      |
|                                |                                     |  |                |                                      |  |  |  |  |  |  |  |                                      |
|                                | Luisa Sasko-Gothajsko-Altenburská   |  |                |                                      |  |  |  |  |  |  |  |                                      |
|                                |                                     |  |                |                                      |  |  |  |  |  |  |  |                                      |
|                                |                                     |  |                | Luisa Šarlota Meklenbursko-Zvěřínská |  |  |  |  |  |  |  |                                      |
|                                |                                     |  |                |                                      |  |  |  |  |  |  |  |                                      |
|                                | Alfréd Sasko-Kobursko-Gothajský     |  |                |                                      |  |  |  |  |  |  |  |                                      |
|                                |                                     |  |                |                                      |  |  |  |  |  |  |  |                                      |
|                                |                                     |  |                | Jiří III.                            |  |  |  |  |  |  |  |                                      |
|                                |                                     |  |                |                                      |  |  |  |  |  |  |  |                                      |
|                                | Eduard August Hannoverský           |  |                |                                      |  |  |  |  |  |  |  |                                      |
|                                |                                     |  |                |                                      |  |  |  |  |  |  |  |                                      |
|                                |                                     |  |                | Šarlota Meklenbursko-Střelická       |  |  |  |  |  |  |  |                                      |
|                                |                                     |  |                |                                      |  |  |  |  |  |  |  |                                      |
|                                | královna Viktorie                   |  |                |                                      |  |  |  |  |  |  |  |                                      |
|                                |                                     |  |                |                                      |  |  |  |  |  |  |  |                                      |
|                                |                                     |  |                | František Sasko-Kobursko-Saalfeldský |  |  |  |  |  |  |  |                                      |
|                                |                                     |  |                |                                      |  |  |  |  |  |  |  |                                      |
|                                | Viktorie Sasko-Kobursko-Saalfeldská |  |                |                                      |  |  |  |  |  |  |  |                                      |
|                                |                                     |  |                |                                      |  |  |  |  |  |  |  |                                      |
|                                |                                     |  |                | Augusta Reuss Ebersdorf              |  |  |  |  |  |  |  |                                      |
|                                |                                     |  |                |                                      |  |  |  |  |  |  |  |                                      |
| Viktorie Melita Sasko-Koburská |                                     |  |                |                                      |  |  |  |  |  |  |  |                                      |
|                                |                                     |  |                |                                      |  |  |  |  |  |  |  |                                      |
|                                |                                     |  | Pavel I. Ruský |                                      |  |  |  |  |  |  |  |                                      |
|                                |                                     |  |                |                                      |  |  |  |  |  |  |  |                                      |
|                                | Mikuláš I. Pavlovič                 |  |                |                                      |  |  |  |  |  |  |  |                                      |
|                                |                                     |  |                |                                      |  |  |  |  |  |  |  |                                      |
|                                |                                     |  |                | Žofie Dorota Württemberská           |  |  |  |  |  |  |  |                                      |
|                                |                                     |  |                |                                      |  |  |  |  |  |  |  |                                      |
|                                | Alexandr II. Nikolajevič            |  |                |                                      |  |  |  |  |  |  |  |                                      |
|                                |                                     |  |                |                                      |  |  |  |  |  |  |  |                                      |
|                                |                                     |  |                | Fridrich Vilém III.                  |  |  |  |  |  |  |  |                                      |
|                                |                                     |  |                |                                      |  |  |  |  |  |  |  |                                      |
|                                | Šarlota Pruská                      |  |                |                                      |  |  |  |  |  |  |  |                                      |
|                                |                                     |  |                |                                      |  |  |  |  |  |  |  |                                      |
|                                |                                     |  |                | Luisa Meklenbursko-Střelická         |  |  |  |  |  |  |  |                                      |
|                                |                                     |  |                |                                      |  |  |  |  |  |  |  |                                      |
|                                | Marie Alexandrovna Romanovová       |  |                |                                      |  |  |  |  |  |  |  |                                      |
|                                |                                     |  |                |                                      |  |  |  |  |  |  |  |                                      |
|                                |                                     |  |                | Ludvík I. Hesenský                   |  |  |  |  |  |  |  |                                      |
|                                |                                     |  |                |                                      |  |  |  |  |  |  |  |                                      |
|                                | Ludvík II. Hesenský                 |  |                |                                      |  |  |  |  |  |  |  |                                      |
|                                |                                     |  |                |                                      |  |  |  |  |  |  |  |                                      |
|                                |                                     |  |                | Luisa Hesensko-Darmstadtská          |  |  |  |  |  |  |  |                                      |
|                                |                                     |  |                |                                      |  |  |  |  |  |  |  |                                      |
|                                | Marie Alexandrovna                  |  |                |                                      |  |  |  |  |  |  |  |                                      |
|                                |                                     |  |                |                                      |  |  |  |  |  |  |  |                                      |
|                                |                                     |  |                | Karel Ludvík Bádenský                |  |  |  |  |  |  |  |                                      |
|                                |                                     |  |                |                                      |  |  |  |  |  |  |  |                                      |
|                                | Vilemína Luisa Bádenská             |  |                |                                      |  |  |  |  |  |  |  |                                      |
|                                |                                     |  |                |                                      |  |  |  |  |  |  |  |                                      |
|                                |                                     |  |                | Amálie Hesensko-Darmstadtská         |  |  |  |  |  |  |  |                                      |
|                                |                                     |  |                |                                      |  |  |  |  |  |  |  |                                      |